# 남부가시주머니생쥐
남부가시주머니생쥐(Heteromys australis)는 주머니생쥐과에 속하는 설치류의 일종이다. 중앙아메리카 남부와 남아메리카 남부의 파나마와 콜롬비아, 에콰도르, 베네수엘라에서 발견된다.